# Seppo Räty

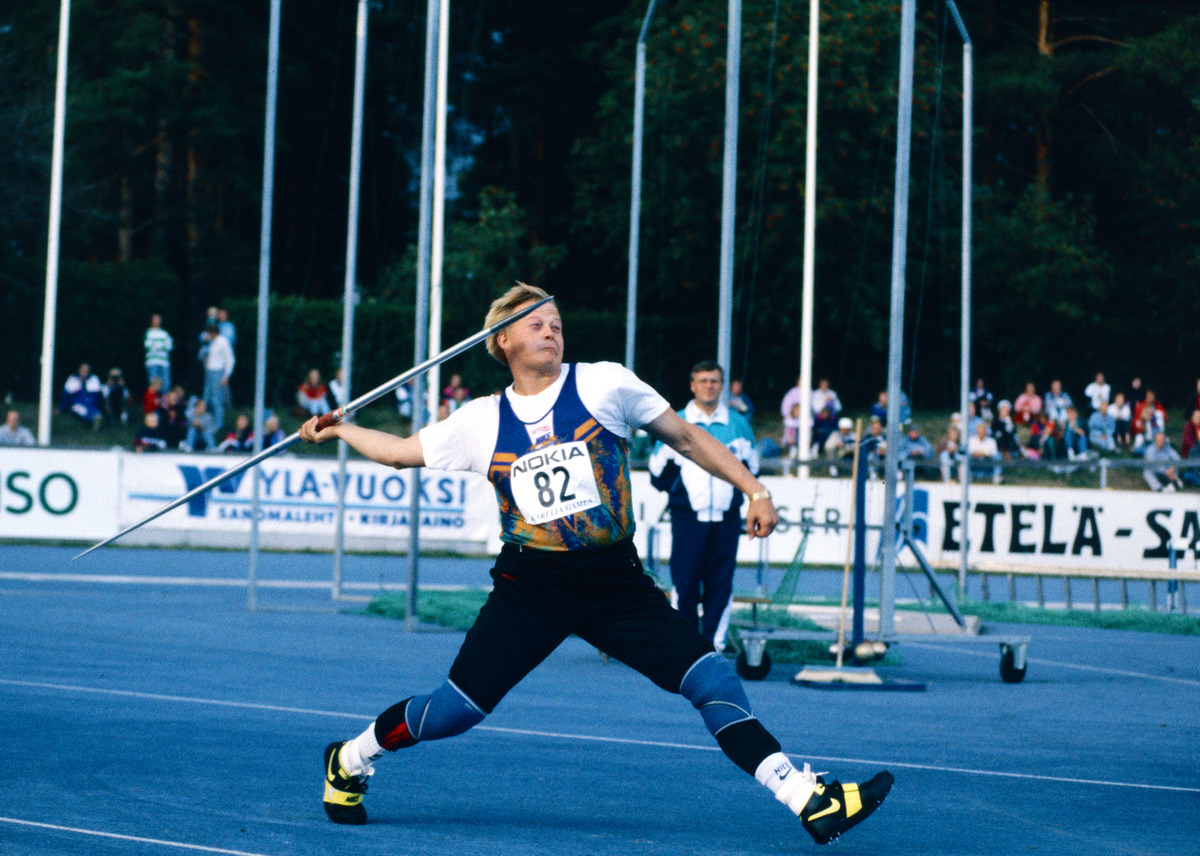
Seppo Räty, 1992

Seppo Henrik Räty (* 27. April 1962 in Helsinki) ist ein ehemaliger finnischer Leichtathlet.

## Karriere
Seppo Räty war nach Einführung des neuen Speers 1986 zehn Jahre in der Weltklasse zu finden und ist von allen finnischen Speerwerfern der Neuzeit derjenige mit den meisten Medaillen bei internationalen Großereignissen.
Seine Karriere schloss an die von Arto Härkönen (Olympiasieger 1984) an, überdauerte die Karriere von Tapio Korjus (Olympiasieger 1988) und von Kimmo Kinnunen (Weltmeister 1991), und endet, als die Karriere von Aki Parviainen (Weltmeister 1999) beginnt. Diese Erfolge finnischer Speerwerfer, zu denen natürlich noch Rätys Weltmeistertitel von 1987 zu addieren ist, gelangen in einer Zeit, in der der Speerwurf von dem Tschechen Jan Železný und dem Briten Steve Backley dominiert wurde. Seine persönlich beste je geworfene Weite betrug 96,96 Meter, am 2. Juni 1991 im finnischen Punkalaidun aufgestellt. Diese Weiten wurden von der IAAF rückwirkend wegen der Verwendung des Speers „Nemeth“ annulliert.
Rätys Bestleistung steht seit 1992 bei 90,60 m. Seine Hallenweltbestleistung von 81,48 m stellte er am 24. März 1990 in Kuopio bei den finnischen Werfer-Hallenmeisterschaften im dritten Versuch auf, nach dem seine ersten beiden Versuche im Hallendach stecken geblieben waren.
In Finnland gewann er 1985, 1986, 1989, 1990, 1991, 1993, 1995 und 1996 die finnische Meisterschaft. Er gehörte dem Verein Tohmajärven Urheilijat an.

## Erfolge
- Weltmeisterschaften 1987 in Rom: Gold mit 83,54 m
- Olympische Spiele 1988 in Seoul: Bronze mit 83,26
- Europameisterschaften 1990 in Split: Fünfter mit 82,18 m
- Weltmeisterschaften 1991 in Tokio: Silber mit 88,12 m
- Olympische Spiele 1992 in Barcelona: Silber mit 86,60
- Europameisterschaften 1994 in Helsinki: Silber mit 82,90 m
- Olympische Spiele 1996 in Atlanta: Bronze mit 86,98 m